# Paul Ludwig Kowalczewski
Paul Ludwig Kowalczewski (ur. 25 sierpnia 1865 w Mielżynie, zm. 9 maja 1910 w Berlinie) – niemiecki rzeźbiarz pochodzący z Wielkopolski.
Urodził się we wsi Mielżyn na ziemi witkowskiej (w Królestwie Prus), gdzie spędził młodość. Wielkopolska, zwłaszcza Witkowo i rodzinna miejscowość zawsze pozostały w jego sercu i odcisnęły piętno na jego twórczości.
Od 1895 przez trzy lata studiował na Akademii Sztuk Pięknych w Berlinie (Akademie der Künste), od 1899 do 1906 roku wystawiał swoje prace na Wielkich Wystawach Sztuki organizowanych w Berlinie.
Był bardzo płodnym artystą, tworzył w brązie popiersia i rzeźby secesyjne. Tematem jego prac były postaci ludzkie z nadanymi im cechami antycznymi, najczęstszym motywem byli wojownicy, łucznicy i zwycięzcy, a także nimfy i robotnicy przy pracy. Sporadycznie rzeźbił naturę m.in. ptaki. Obecnie jego prace cieszą się dużym wzięciem na niemieckim rynku antykwarycznym i osiągają często wysokie ceny.
Bratem artysty był Karl Kowalczewski (1867–1927), również rzeźbiarz. Ich siostra Dorota była żoną nadburmistrza Wrocławia w latach 1912–1918, Paula Mattinga.